# Korpisaari (ö i Finland, Norra Österbotten, Koillismaa)
Korpisaari är en ö i Finland. Den ligger i sjön Yli-Kitka och i kommunen Kuusamo i den ekonomiska regionen  Koillismaa ekonomiska region  och landskapet Norra Österbotten, i den nordöstra delen av landet, 700 km norr om huvudstaden Helsingfors. Öns area är 9,4 hektar och dess största längd är 0,5 kilometer i sydöst-nordvästlig riktning.